# 宇佐美里菜
宇佐美 里菜（うさみ りな、女性：1983年7月5日 - ）は、愛知県出身の元バスケットボール選手である。ポジションはフォワード。177cm。ニックネームは「ライ」。

## 人物
昭和ミニバスから猪子石中を経て、名門桜花学園高校に進み、ウィンターカップ6連覇など全国タイトルを多数獲得。ウィンターカップでは前年優勝校の主将が行う選手宣誓を2年連続で任された非常に珍しい選手でもある（2年次は主将の大神雄子が直前のアジア選手権出場で開会式に間に合わなかったため）。
その後、筑波大学に進学。ジュニア日本代表候補として海外遠征にも参加。国体にも出場した。
卒業後、富士通に入社。シックスウーメン要員として2007-08シーズンに富士通のリーグ優勝を経験。しかし、その後引退。Wリーグでは先発出場はなかった。

## 経歴
- 桜花学園高 - 筑波大 - 富士通（2006〜2008）